# Tegenaria montigena
Tegenaria montigena es una especie de arañas araneomorfas de la familia Agelenidae.

## Distribución geográfica
Es endémica de la península ibérica (España y Portugal).